# Dystocja szyjkowa
Dystocja szyjkowa (niewspółmierność szyjkowa) – sytuacja położnicza, w której zaburzenia rozwierania się szyjki macicy w I okresie porodu powodują brak postępu porodu. Jest wskazaniem do cięcia cesarskiego.